# Рэт Скэбис
Рэт Скэбис (род. 30.06.1957, Кингстон-апон-Темс, Лондон, настоящее имя — англ. Christopher Millar) — барабанщик, наиболее известный по участию в группе The Damned.

## Карьера
Миллар родился в графстве Суррей, в городке недалеко от Лондона — Кингстоне на Темзе.
Он начинал играть с коллективом London SS, а в 1976 основал группу The Damned. Эта группа была основана совместно с Брайоном Джеймсом, Дейвом Ваньяном и Рэймондом Ян Бернсом. Рэт Скэбис играл в The Damned с перерывами вплоть до выпуска альбома Not of This Earth в 1995 году. Также был одним из создателей группы The Germans. Однако группа просуществовала недолго.
В 2003 году Миллар создает недолговечную группу под названием «The Germans» с Питером Койном и Крисом Доллимором.
Позднее он сотрудничал с такими группами и исполнителями, как Донован, Nosferatu, Невилл Стейпл, Dave Catching и Chris Goss. В качестве продюсера он работал с группами Flipron и Ebony Thomas.
Кристоферу посвящена книга «Рэт Скэбис и Святой Грааль» (Rat Scabies and The Holy Grail), изданная в мае 2005 года. В мае 2018 года был выпущен сольный альбом музыканта под названием «P. H. D.» (Тюрьма, больница, долг)

## Личная жизнь
Миллар женат, и совместно с супругой Вив воспитывает троих детей в Брентфорде. Также известен как основной персонаж книги «Rat Scabies and The Holy Grail», написанной музыкальным журналистом Кристофером Доузом. Книга была опубликована в мае 2005 года и преподнесена как «путешествие, богатое на исторические факты и свидетельства странной природы дружеских отношений», в английской версии: «A road trip, a rich historical yarn, and testimony to the odd nature of a great many friendships».

## Инструменты
Изначально Скэбис играл на старинных барабанных установках «Leedy & George Hayman».
На протяжении многих лет он использовал барабаны различных брендов, комплект John Grey 'Autocrat' в бирюзовой блестящей отделке, после начал играть на «black Pearl Maxwin», барабаны «white Pearl» использовал с конца 1976—1981 годов, комплект барабанов «white Premier 'Resonator» (1982—1983 годы), «Premier 'Black Shadow» (1984—1985 годы), а затем комплект «Premier 'Resonator» (1985—1996 годы).

## Дискография
Альбомы
- Повелитель мух (Nosferatu with Rat Scabies) (1998, Cleopatra Records (U. S. A & Canada, Hades Records (U. K. & Europe)
- Злобный (Sonny Vincent & Spite Featuring Rat Scabies, Glen Matlock, Steve Mackay) (2014, Still Uncompatible Records)
- P. H. D. (Тюрьма, Больница, Долг) (2018, Клеопатра)